# Stazione di Li Curt
La stazione di Li Curt è una fermata ferroviaria della ferrovia del Bernina, gestita dalla Ferrovia Retica. È al servizio della frazione di Li Curt, nel comune di Poschiavo.

## Storia
La stazione entrò in funzione il 1º luglio 1908 insieme alla tratta Tirano-Poschiavo della linea del Bernina della Ferrovia Retica.  La fermata avviene su richiesta.